# Liste der Angeklagten des Buchenwald-Hauptprozesses
Die Liste der Angeklagten des Buchenwald-Hauptprozesses ist eine Darstellung der 31 Angeklagten, die 1947 in dem sogenannten Buchenwald-Hauptprozess wegen Kriegsverbrechen während des Zweiten Weltkrieges im Zusammenhang mit dem Konzentrationslager Buchenwald und dessen Nebenlagern angeklagt wurden. Es werden die Lebensdaten, Dienstränge und Funktionen der Angeklagten sowie die Urteile genannt und Bilder aus dem Monat April 1947 gezeigt.
| Name                          | Lebensdaten    | Rang und Funktion                                                                                           | Urteil                                                                              | Bild |
| ----------------------------- | -------------- | --- | ----------------------------------------------------------------------------------- | ---- |
| Josias zu Waldeck und Pyrmont | 1896–1967      | SS-Obergruppenführer, Höherer SS- und Polizeiführer im Wehrkreis IX                                         | Lebenslange Haftstrafe, am 8. Juni 1948 in 20 Jahre Haft umgewandelt                |      |
| Hermann Pister                | 1885–1948      | SS-Oberführer, Zweiter und letzter Lagerkommandant                                                          | Todesstrafe, vor Vollstreckung des Urteils am 28. September 1948 in Haft verstorben |      |
| Hans-Theodor Schmidt          | 1899–1951      | SS-Hauptsturmführer, Adjutant von Hermann Pister                                                            | Todesstrafe, am 7. Juni 1951 hingerichtet                                           |      |
| Ilse Koch                     | 1906–1967      | Ehefrau des ersten Lagerkommandanten Karl Otto Koch                                                         | lebenslange Haftstrafe, später in vier Jahre Haft umgewandelt                       |      |
| Hermann Hackmann              | 1913–1994      | SS-Hauptsturmführer, Adjutant des ersten Lagerkommandanten Karl Otto Koch                                   | Todesstrafe, später in lebenslange Haft umgewandelt                                 |      |
| Wolfgang Otto                 | 1911–1989      | Stabsscharführer der Waffen-SS, Leiter der Kommandanturschreibstube                                         | 20 Jahre Haftstrafe, später in zehn Jahre Haft umgewandelt                          |      |
| Hermann Grossmann             | 1901–1948      | SS-Obersturmführer, Lagerleiter der Außenlager des KZ Buchenwald Wernigerode und Bochumer Verein            | Todesstrafe, am 19. November 1948 hingerichtet                                      |      |
| Max Schobert                  | 1904–1948      | SS-Sturmbannführer, Erster Schutzhaftlagerführer                                                            | Todesstrafe, am 19. November 1948 hingerichtet                                      |      |
| Hans Merbach                  | 1910–1949      | SS-Obersturmführer, Zweiter Schutzhaftlagerführer und Leiter eines Evakuierungstransportes                  | Todesstrafe, am 14. Januar 1949 hingerichtet                                        |      |
| Hans Eisele                   | 1913–1967      | SS-Hauptsturmführer, Lagerarzt                                                                              | Todesstrafe, später in zehn Jahre Haft umgewandelt                                  |      |
| August Bender                 | 1909–2005      | SS-Sturmbannführer, Lagerarzt                                                                               | 10 Jahre Haftstrafe, später in drei Jahre Haftstrafe umgewandelt                    |      |
| Werner Greunuss               | 1908–unbekannt | SS-Untersturmführer, Lagerarzt im Nebenlager Ohrdruf                                                        | lebenslange Haftstrafe, später in 20 Jahre Haft umgewandelt                         |      |
| Friedrich Karl Wilhelm        | 1890–1948      | SS-Untersturmführer, Leitender SS-Sanitätsdienstgrad                                                        | Todesstrafe, am 26. November 1948 hingerichtet                                      |      |
| Otto Barnewald                | 1896–1973      | SS-Sturmbannführer, Verwaltungsführer der Standortverwaltung                                                | Todesstrafe, später in lebenslange Haftstrafe umgewandelt                           |      |
| Philipp Grimm                 | 1909–1984      | SS-Obersturmführer, Arbeitseinsatzführer                                                                    | Todesstrafe, später in lebenslange Haft umgewandelt                                 |      |
| Albert Fredrich Schwartz      | 1905–1984      | SS-Sturmbannführer, Arbeitseinsatzführer                                                                    | Todesstrafe, später in lebenslange Haft umgewandelt                                 |      |
| Franz Zinecker                | 1900–unbekannt | SS-Obersturmführer, Arbeitsdienstführer                                                                     | lebenslange Haftstrafe                                                              |      |
| Richard Köhler                | 1916–1948      | SS-Unterscharführer, Angehöriger des Kommando 99, Kommandoführer und Aufseher eines Evakuierungstransportes | Todesstrafe, am 26. November 1948 hingerichtet                                      |      |
| Josef Kestel                  | 1904–1948      | SS-Hauptscharführer, Block- und Kommandoführer                                                              | Todesstrafe, am 19. November 1948 hingerichtet                                      |      |
| Hubert Krautwurst             | 1924–1948      | SS-Hauptscharführer, Kommandoführer der Gärtnerei und der Kläranlage                                        | Todesstrafe, am 26. November 1948 hingerichtet                                      |      |
| Gustav Heigel                 | 1893–unbekannt | SS-Hauptscharführer, Kommandoführer und Leiter des Arrestblocks                                             | Todesstrafe, später in lebenslange Haft umgewandelt                                 |      |
| Anton Bergmeier               | 1913–1987      | SS-Oberscharführer, Arrestaufseher im Bunker                                                                | Todesstrafe, später in lebenslange Haftstrafe umgewandelt                           |      |
| Hermann Helbig                | 1902–1948      | SS-Hauptscharführer, Kommandoführer im Krematorium                                                          | Todesstrafe, am 19. November 1948 hingerichtet                                      |      |
| Emil Pleissner                | 1913–1948      | SS-Hauptscharführer, Kommandoführer des Krematoriums                                                        | Todesstrafe, am 26. November 1948 hingerichtet                                      |      |
| Guido Reimer                  | 1901–unbekannt | SS-Obersturmführer, Kommandeur des SS-Sturmbanns                                                            | Todesstrafe, später in lebenslange Haft umgewandelt                                 |      |
| Helmut Roscher                | 1917–1992      | SS-Oberscharführer, Rapportführer                                                                           | Todesstrafe, später in lebenslange Haft umgewandelt                                 |      |
| Arthur Dietzsch               | 1901–1974      | Kapo und leitender Häftlingspfleger in Block 46                                                             | 15 Jahre Haftstrafe                                                                 |      |
| Hans Wolf                     | 1902–1948      | Funktionshäftling, Lagerältester im Außenlager Tröglitz                                                     | Todesstrafe, am 19. November 1948 hingerichtet                                      |      |
| Edwin Katzenellenbogen        | 1882–unbekannt | Funktionshäftling, Häftlingsarzt                                                                            | lebenslange Haftstrafe, später in 15 Jahre Haft umgewandelt                         |      |
| Walter Wendt                  | 1907–unbekannt | Zivilist, Personalchef der Erla Maschinenwerke in Leipzig                                                   | 15 Jahre Haftstrafe, später in fünf Jahre Haft umgewandelt                          |      |
| Peter Merker                  | 1890–unbekannt | SS-Oberscharführer, Leiter des Nebenlagers Gustloff-Werke                                                   | Todesstrafe, später in 20 Jahre Haft umgewandelt                                    |      |